# Kim Won-jin
Kim Won-jin (27 de julho de 1997) é um judoca sul-coreano.  Ele é duas vezes medalhista de bronze em Campeonatos Mundiais e ganhou uma medalha de ouro no Campeonato Asiático de Judô de 2015.
Em 8 de fevereiro de 2016, após ganhar a medalha de bronze no Grand Slam de Paris, Kim alcançou o primeiro lugar no ranking mundial masculino de 60 kg, mantendo a posição até os Jogos Olímpicos de Verão de 2016, onde foi eliminado nas quartas de final.
Em 2021, Kim ganhou a medalha de ouro em sua categoria no World Masters de Judô de 2021 realizado em Doha, Catar.
Nos Jogos Olímpicos de Verão de 2024 foi eliminado na repescagem por Giorgi Sardalashvili